# Sirpa: berättelse för flickor
Sirpa är en ungdomsroman från 1954 av Christina Söderling-Brydolf.
Sirpa lever ett behagligt liv i Stockholm som enda barnet till välbärgade föräldrar. Men en dag när hennes föräldrar är bortresta kommer en man, som säger sig vara hennes morbror, till hennes hem. Han inbjuder henne att besöka hans fartyg. Sirpa gör det och blir inlåst i en hytt och måste följa med till Finland. Han har helt enkelt kidnappat henne!
 Han berättar att Sirpa är adopterad från Finland (därav hennes finska förnamn) och att hennes biologiska mor (kidnapparens syster) längtar efter henne. Och därför har morbrodern beslutat sig för att ta lagen i egna händer.
 Sirpa blir förstås chockad, eftersom hon inte haft en aning om detta. Hon blir dock inte arg över morbroderns egenmäktiga förfarande och kräver inte heller att få återvända till dem som hon hittills sett som sina föräldrar. Nu börjar ett nytt liv i Finland.

## Andra böcker med samma motiv
Ett liknande tema finns i boken När Inkeri kom hem av Aili Konttinen. Inkeri vet visserligen om att hon kom från Finland som krigsbarn men har glömt sin finska. När föräldrarna i Finland vill ha tillbaka henne får hon till en början svårt att förstå dem och att anpassa sig till den fattigare omgivningen.
Hemlängtan av Michelle Magorian har också motivet "krigsbarn som levt i rikare land återvänder till sitt fattigare hemland", där gäller det USA och England.